# Parallelia sinuata
Parallelia sinuata är en fjärilsart som beskrevs av Fabricius 1781. Parallelia sinuata ingår i släktet Parallelia och familjen nattflyn. Inga underarter finns listade i Catalogue of Life.